# Quinto Cornelio Próculo
Quinto Cornelio Próculo (en latín: Quintus Cornelius Proculus) fue un senador romano que vivió en el siglo II, y desarrolló su cursus honorum bajo los reinados de Trajano, Adriano, Antonino Pío, y Marco Aurelio. Fue cónsul sufecto en el año 146 junto con Lucio Emilio Longo.

## Orígenes familiares
El nombre completo de Próculo, Lucio Estertinio Quintiliano Acilio Estrabón Quinto Cornelio Rústico Apronio Seneción Próculo, está atestiguado en un epitafio erigido en su honor por sus hijas Cornelia Prócula y Cornelia Plácida. En su monografía de prácticas de nomenclatura en los primeros siglos del Imperio Romano, Olli Salomies afirma que los primeros cinco elementos de su nombre muestran que fue adoptado por un Lucio Estertinio Quintiliano Acilio Estrabón, pero señala que "algunos estudiosos piensan que el padre adoptivo fue Lucio Estertinio Quintiliano Acilio Estrabón Gayo Curiacio Materno Clodio Numo, que puede ser la misma persona que Gayo Clodio Numo, cónsul sufecto en el año 114. Porque sus hijas solo usan el gentilicio "Cornelio" en sus nombres, Salomies concluye que esta adopción tuvo lugar después de su nacimiento.
Una segunda inscripción que erigieron las hermanas Prócula y Plácida da fe de que tenía un hermano, Quinto Cornelio Seneción Próculo.
Hay otros dos posibles parientes de Próculo. Uno es Quinto Cornelio Seneción Anniano, cónsul sufecto en el año 142; un diploma militar publicado por Werner Eck y Peter Weiß proporciona suficiente información para permitirles suponer que Anniano era el hermano de Próculo. El otro, basado en elementos de nombres compartidos, es Lucio Claudio Próculo Corneliano, cónsul sufecto en el año 139.

## Vida y carrera
Géza Alföldy cree que Próculo era originario de la Hispania Baetica. El único detalle de su cursus honorum que conocemos, además de su consulado de 146, es su gobernación proconsular de Asia, que se ha fechado en el periodo 161-162. El monumento de sus hijas menciona al hijo de Próculo, Seneción Próculo, como  legado de su padre durante su gobernación de Asia.
Una inscripción hallada en Laodicea que menciona a un "Cornelio Próculo" puede referirse a él. También puede ser el Cornelio Próculo mencionado en el Digesto de Justiniano.